# Once (pel·lícula)
Once és una pel·lícula romàntica musical irlandesa del 2007 escrita i dirigida per John Carney. Els protagonistes són Glen Hansard i Markéta Irglová com dos músics que es mouen pels carrers de Dublín. Hansard i Irglová havien actuat prèviament com a músics a The Swell Season, i van compondre i tocar les cançons originals de la pel·lícula.
Once va passar uns anys en desenvolupament amb la Irish Film Board i va tenir un pressupost de 112.000 €. Va ser un èxit comercial i de taquilla als Estats Units. Va rebre premis inclosos l'Independent Spirit a la millor pel·lícula de parla no anglesa de 2007. La cançó de Hansard i Irglová "Falling Slowly" va guanyar l'Oscar a la millor cançó original de 2008,. i la banda sonora va rebre una Premi Grammy.

## Sinopsi
Un músic de carrer de trenta i pocs (Noi) actua amb la seva guitarra al carrer Grafton, un districte comercial de Dublín i persegueix un home que li roba els diners. Esperonada per la seva música, una jove venedora de flors txeca (Noia) li parla de les seves cançons. Encantada en saber que repara aspiradores, la Noia insisteix que el Noi li arreglarà la seva. L'endemà la Noia torna amb la seva aspiradora trencada i li diu al Noi que també és músic.

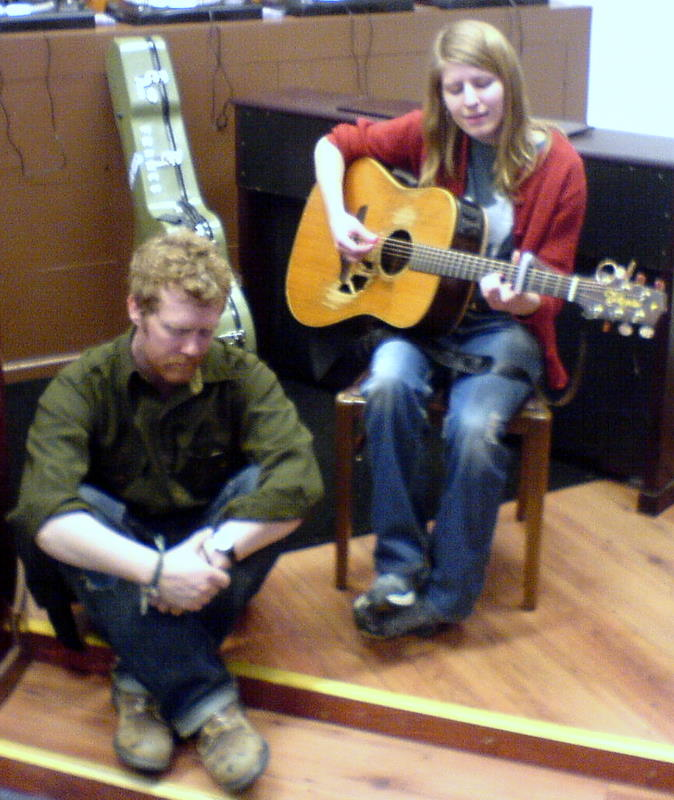
Els protagonistes, Glen Hansard i Markéta Irglová

En una botiga de música on la Noia toca regularment el piano, el Noi li ensenya una de les seves cançons (Falling Slowly); canten i toquen junts. El Noi la convida a la botiga del seu pare, i a l'autobús cap a casa respon musicalment a la pregunta de la Noia sobre què són les seves cançons: una xicota que l'enganyava, i després el va deixar (Broken Hearted Hoover Fixer Sucker Guy).
A la botiga, el Noi presenta la Noia al seu pare i la porta a la seva habitació, però quan li demana que es quedi a la nit, la noia se sent insultada i se'n va. L'endemà, es reconcilien i passen la setmana escrivint, assajant i enregistrant cançons. La Noia assaja les lletres d'una de les cançons del Noi ("If You Want Me"), cantant-la ella mateixa mentre caminava pel carrer; en una festa, la gent improvisa (inclòs "Gold").
El Noi treballa amb "Lies", una cançó sobre la seva exparella, que es va traslladar a Londres. La Noia l'anima a oblidar-la. Convidat a casa de la dona, el Noi descobreix que la Noia té un nen petit i viu amb la seva mare. El Noi decideix traslladar-se a Londres, però vol gravar una demo de les seves cançons per portar-la amb ell i demana a la Noia que la gravi amb ell. Demanen un préstec bancari i reserven temps a un estudi de gravació.
El Noi descobreix que la noia té un marit a la República Txeca. Quan li pregunta si encara estima el seu marit, la Noia respon en txec, "Miluji tebe" ("T'estimo"), però declina la seva traducció. Després de reclutar una banda de músics de carrer, entren a l'estudi per gravar. Impressionen a Eamon, l'enginyer d'estudis, amb la seva primera cançó ("When Your Mind's Made Up"). En un descans al matí, la Noia troba un piano en un estudi buit i interpreta al Noi una de les seves pròpies composicions ("The Hill").
Després de la sessió de tota la nit marxen a casa. Abans de separar-se, la Noia revela que va parlar amb el seu marit i que vindrà a viure amb ella a Dublin. El Noi la convenç de passar la seva última nit a Dublín amb ell, però ella se'n va i no pot trobar-la per acomiadar-se abans del vol. Toca la demo al seu pare, qui li dona diners per ajudar-lo a instal·lar-se a Londres. Abans de sortir a l'aeroport, el Noi compra un piano a la Noia i fa els arranjaments per a la seva entrega, i després truca a la seva exparella, que està contenta de la seva imminent arribada. La Noia es reuneix amb el seu marit a Dublín i toca el piano a casa seva.

## Repartiment
- Glen Hansard com el músic
- Markéta Irglová com la noia
- Bill Hodnett com el pare del músic
- Hugh Walsh com Timmy Drummer
- Gerard Hendrick com el guitarrista
- Alaistair Foley com el baixista
- Geoff Minogue com Eamon
- Darren Healy com l'heroïnòman
- Mal Whyte com Bill
- Niall Cleary com Bob

## Recepció
El 15 de juliol de 2006 es va projectar una versió bruta de la pel·lícula al Galway Film Fleadh, però la pel·lícula va ser rebutjada per alguns prestigiosos festivals de cinema europeus. Tanmateix, un cop acabada, va aconseguir llocs al Festival de Cinema de Sundance el 20 de gener de 2007 i al Festival Internacional de Cinema de Dublín al febrer de 2007 i va rebre els premis del públic en ambdós esdeveniments.
La pel·lícula es va estrenar per primera vegada al cinema a Irlanda el 23 de març del 2007, seguida d'un llançament limitat als Estats Units el 16 de maig de 2007. El 28 de març de 2009, Once havia acumulat prop de 9,5 milions de dòlars a Amèrica del Nord i més de 20 milions de dòlars a tot el món.

## Banda sonora
La banda sonora va ser publicada el 22 de maig de 2007 als Estats Units i quatre dies després a Irlanda.
Totes les cançons foren escrites i compostes per Glen Hansard, llevat les especificades. 
| Núm. | Títol                                                                | Intèrpret(s)                   | Durada |
| ---- | -------------------------------------------------------------------- | ------------------------------ | ------ |
| 1.   | «Falling Slowly» (Glen Hansard, Markéta Irglová)                     | Glen Hansard i Markéta Irglová | 4:04   |
| 2.   | «If You Want Me» (Irglová)                                           | Irglová i Hansard              | 3:48   |
| 3.   | «Broken Hearted Hoover Fixer Sucker Guy»                             | Hansard                        | 0:53   |
| 4.   | «When Your Mind's Made Up»                                           | Hansard and Irglová            | 3:41   |
| 5.   | «Lies» (Hansard, Irglová)                                            | Hansard and Irglová            | 3:59   |
| 6.   | «Gold» (Fergus O'Farrell)                                            | Interference                   | 3:59   |
| 7.   | «The Hill» (Irglová)                                                 | Irglová                        | 4:35   |
| 8.   | «Fallen from the Sky»                                                | Hansard                        | 3:25   |
| 9.   | «Leave»                                                              | Hansard                        | 2:46   |
| 10.  | «Trying to Pull Myself Away»                                         | Hansard                        | 3:36   |
| 11.  | «All the Way Down»                                                   | Hansard                        | 2:39   |
| 12.  | «Once»                                                               | Hansard i Irglová              | 3:39   |
| 13.  | «Say It to Me Now»                                                   | Hansard                        | 2:35   |
| 14.  | «And the Healing Has Begun» (Van Morrison, Collector's Edition only) | Hansard                        | 5:19   |
| 15.  | «Into the Mystic» (Morrison, Collector's Edition only)               | Hansard i Irglová              | 4:21   |